# Allenatori del Liverpool Football Club
Il Liverpool Football Club è una società calcistica inglese con sede a Liverpool, nel Merseyside. Il club è stato fondato nel 1892, a seguito di un dissidio tra il consiglio di amministrazione dell'Everton e John Houlding, presidente del club e possessore dello stadio Anfield: l'Everton si è trasferito a Goodison Park e Houlding ha fondato il Liverpool Football Club. Il Liverpool ha vinto per la prima volta lo scudetto nel 1901; da allora ha vinto altri diciotto scudetti, otto FA Cup, nove Football League Cup e sedici Community Shield. A livello internazionale ha vinto sei Coppe dei Campioni/UEFA Champions League (1977, 1978, 1981, 1984, 2005, 2019), tre Coppe UEFA (1973, 1976, 2001), quattro Supercoppe UEFA (1977, 2001, 2005, 2019) e una Coppa del mondo per club (2019).
Il Liverpool ha avuto 21 allenatori nel corso della sua storia. Kenny Dalglish è l'unico allenatore ad aver guidato il club in due differenti periodi: dal 1985 al febbraio 1991 e poi dal gennaio 2011 al luglio 2012. Il tecnico che ha ottenuto più successi in sella ai Reds è Bob Paisley: in nove anni sulla panchina dei Reds ha vinto 6 scudetti, 6 FA Community Shield, 3 Football League Cup, 3 Coppe dei Campioni, 1 Supercoppa UEFA e 1 Coppa UEFA. L'allenatore più longevo del club è stato Tom Watson, che ha allenato il club dal 1896 al 1915, per un totale di 19 anni.

## Storia

### 1892-1959

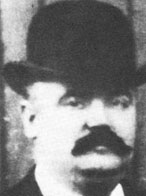
Tom Watson, l'allenatore più longevo della storia del Liverpool che allenò il club dal 1896 fino al 1915.

Dopo la fondazione, la guida tecnica del club è stata affidata al duo William Edward Barclay-John McKenna. I due hanno lavorato insieme per quattro anni. Durante la loro gestione i Reds hanno vinto la Lancashire League nel 1892 ed hanno ottenuto due promozioni in First Division Nell'agosto 1896 la guida tecnica del club è passata a Tom Watson. Watson è rimasto in carica per diciotto stagioni, prima di morire nel maggio 1915. Nel 1919, ripresi i campionati dopo la prima guerra mondiale, David Ashworth è stato nominato allenatore. Ashworth è rimasto in carica fino al 1923, anno in cui è passato all'Oldham Athletic. È stato sostituito nel febbraio 1923 dall'allora direttore del Liverpool, Matt McQueen. Nel 1928 la guida tecnica è passata a George Patterson. Patterson ha allenato i Reds fino al 1936, anno in cui è stato sostituito da George Kay. Con il tecnico britannico il club è riuscito a riconquistare il titolo di campione d'Inghilterra nel 1947, dopo oltre 20 anni dall'ultima volta. Sotto la gestione di Kay, inoltre, il Liverpool si è qualificato alla finale di FA Cup del 1950, persa per 2-0 contro l'Arsenal. Nel 1951 Kay ha dato le proprie dimissioni e si è ritirato dal mondo dello sport, a causa di problemi di salute. Il successore di Kay venne individuato in Don Welsh. Sotto la gestione di Welsh, il club ha ottenuto la salvezza in First Division nel 1952 e 1953, mentre nella stagione 1953-1954 il club è retrocesso in Second Division. Nelle due stagioni successive il club non è riuscito ad ottenere la promozione in First Division e nel 1956 Welsh è stato esonerato, divenendo il primo allenatore nella storia del club ad essere licenziato. A Don Welsh è subentrato Phil Taylor, tecnico che ha allenato i Reds fino al novembre 1959, senza ottenere la promozione in First Division.

### 1959-1991
Il 1º dicembre 1959, Bill Shankly viene nominato allenatore. Con Shankly si è aperto un ciclo: ottenuta la promozione in First Division nel 1962, Shankly ha condotto il club a vincere tre scudetti, due FA Cup e un primo trofeo europeo, la Coppa UEFA. Durante la gestione di Shankly, inoltre, è stata istituita la boot room di Anfield, un luogo di incontro informale per lo staff tecnico della squadra. Shankly ha guidato il club per quindici stagioni e si è ritirato dal mondo del calcio nel 1974. Dopo il ritiro, Shankly è stato sostituito dal suo assistente, Bob Paisley, membro della boot room di Shankly. Durante le nove stagioni in sella ai Reds, Paisley ha vinto sei scudetti e tre Coppe dei Campioni, diventando l'allenatore più vincente della storia del club. Nel 1983 Paisley si è ritirato. Il successore è stato individuato nel suo assistente Joe Fagan, altro componente della boot room di Shankly. Con Fagan il club ha vinto un triplete (campionato, Coppa dei Campioni e League Cup) alla sua prima stagione. Nella stagione successiva ha raggiunto nuovamente la finale di Coppa dei Campioni, disputata contro la Juventus e tristemente nota alle cronache per la strage dell'Heysel. Terminata la stagione, Fagan ha annunciato il proprio ritiro dal mondo del calcio. A succedergli è stato l'attaccante Kenny Dalglish, nominato giocatore-allenatore del club. Nella sua prima stagione da allenatore ha guidato il club alla vittoria dello scudetto e della FA Cup. Durante la sua gestione, Dalglish ha portato il Liverpool ad altri due scudetti e un'altra FA Cup. Il 15 aprile 1989, durante la gestione Dalglish, avvenne la tristemente nota strage di Hillsborough. Il 22 febbraio 1991, dopo sei anni alla guida dei Reds, Dalglish ha rassegnato le proprie dimissioni.

### 1991-oggi
A prendere le redini della prima squadra fu Ronnie Moran, nominato tecnico ad interim fino alla nomina di Graeme Souness. Sotto la guida di Souness, il Liverpool ha vinto la FA Cup nel 1992. Nel 1994 Souness ha lasciato il posto a Roy Evans. Sotto la sua gestione in solitaria il Liverpool ha vinto un solo trofeo, la Coppa di Lega. Nel 1998 a Evans viene affiancato Gérard Houllier. Il tandem, però, è durato solamente per 18 partite: nel novembre 1998 Evans si è dimesso ed Houllier è divenuto tecnico del club. Houllier è stato il primo allenatore non britannico della storia del club. Sotto la gestione di Houllier il Liverpool ottiene il triplete nel 2001 (FA Cup, Coppa di Lega, Coppa UEFA). Durante la stagione 2001-2002 Houllier subì un importante intervento chirurgico al cuore. Durante il periodo di riabilitazione di Houllier Phil Thompson è subentrato come tecnico ad interim. Nel 2003 Houllier vince un'altra Coppa di Lega. Al termine della stagione 2003-2004 il tecnico francese e il club si separarono di comune accordo. Houllier è stato sostituito da Rafael Benítez, proveniente dal Valencia.
Nella prima stagione di Benítez, il Liverpool ha raggiunto la finale di UEFA Champions League, dove ha battuto il Milan ai rigori, dopo che la partita è terminata con il punteggio di 3-3 dopo i tempi supplementari. La stagione successiva, il Liverpool ha raggiunto la finale di FA Cup, dove ha battuto il West Ham United, nuovamente ai rigori dopo il punteggio di 3-3 al termine dei tempi supplementari. Benítez ha guidato nuovamente il Liverpool alla finale di Champions League nel 2007 persa per 2-1 contro il Milan. Il 3 giugno 2010, al termine di una stagione deludente, Benitez e Liverpool hanno deciso di separarsi concordando una buonuscita da corrispondere all'allenatore spagnolo.

Dopo la rescissione di Benitez, il suo assistente Sammy Lee è diventato tecnico ad interim del club fino al termine della stagione. Il 1º luglio 2010 è stato ufficializzato l'accordo con l'ex allenatore del Fulham Roy Hodgson. Dopo un pessimo avvio di stagione, con il Liverpool al 18º posto dopo 6 partite ed una sola vittoria in trasferta durante il suo mandato, Hodgson viene esoneratol'8 gennaio 2011 e sostituito dall'ex manager Kenny Dalglish. Dalglish ha firmato un contratto triennale, ma al termine della stagione successiva è stato esonerato. Il tecnico è stato sostituito da Brendan Rodgers il 1º giugno 2012.

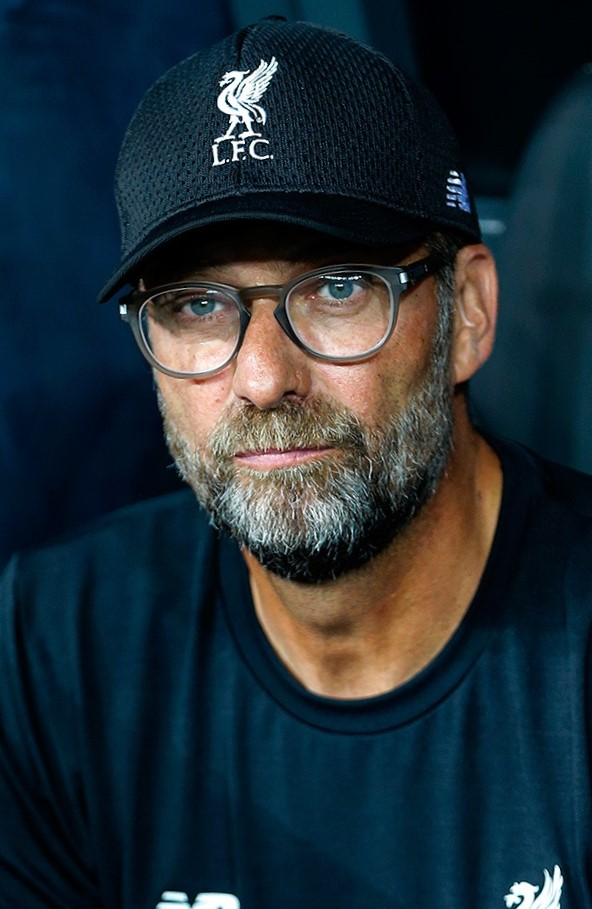
L'attuale allenatore del Liverpool, Jürgen Klopp.

Nella stagione 2013-2014 Rodgers ha portato i Reds a lottare per il titolo. Il club ha concluso la stagione al secondo posto, nonostante i 101 gol segnati (numero di gol più alto del club dalla stagione 1895-1896 e il terzo più alto nella storia della Premier League). Rodgers è stato il primo allenatore del Liverpool a vincere il premio Manager dell'anno LMA. Tuttavia, è stato il primo manager del club a non vincere un trofeo importante nei suoi primi tre anni alla guida. Il 4 ottobre 2015 è stato esonerato.
L'8 ottobre 2015 è stato ufficializzato il nome del sostituito di Rodgers: Jürgen Klopp, ex allenatore del Borussia Dortmund. Durante la prima stagione di Klopp, il Liverpool ha raggiunto la finale di Coppa di Lega e quella di Europa League. Durante il percorso in Europa League, il Liverpool ha battuto, fra le altre, i rivali inglesi del Manchester United e il Borussia Dortmund, ex squadra di Klopp. I Reds, però, hanno perso la finale di Coppa di Lega contro il Manchester City ai rigori e hanno perso 1-3 contro gli spagnoli del Siviglia nella finale di Europa League, oltre a classificarsi ottavi in campionato, non qualificandosi alla competizione europea per la stagione 2016-2017. L'8 giugno 2016, Klopp e il suo staff tecnico hanno firmato il prolungamento del contratto fino al 2022. Klopp ha guidato il club al quarto posto nella stagione 2016-2017, qualificandosi per i playoff di Champions League, dove si è qualificato ai gironi battendo l'Hoffenheim per un complessivo di 6-3. Durante questa stagione Klopp ha portato la squadra fino alla finale di Champions League, persa 1-3 contro il Real Madrid. Nella stagione successiva il Liverpool ha vinto la sua sesta Champions League, vincendo in finale per 2-0 contro il Tottenham. In campionato il club è arrivato secondo, alle spalle del Manchester City. All'inizio della stagione 2019-2020, il Liverpool di Klopp ha perso in finale contro il Manchester City la FA Community Shield ed ha vinto contro il Chelsea la Supercoppa UEFA. Nel dicembre 2019 il club ha conquistato la sua prima Coppa del Mondo FIFA per club. Nella stagione 2019-2020, Klopp ha vinto il campionato. In Champions League il club ha raggiunto i quarti di finale ed è stato eliminato dall'Atletico Madrid. Nella stagione 2021-2022, il Liverpool ha ottenuto il secondo posto in campionato. In Champions League è arrivato in finale, venendo sconfitto per 1-0 dal Real Madrid di Carlo Ancelotti.

## Allenatori
- 1892-1896  William E. Barclay e  John McKenna
- 1896-1915  Tom Watson
- 1915-1919  ...
- 1919-1923  David Ashworth
- 1923-1928  Matt McQueen
- 1928-1936  George Patterson
- 1936-1951  George Kay
- 1951-1956  Don Welsh
- 1956-1959  Phil Taylor
- 1959-1974  Bill Shankly
- 1974-1983  Bob Paisley
- 1983-1985  Joe Fagan
- 1985-1991  Kenny Dalglish         
 Ronnie Moran
- 1991-1992  Graeme Souness 
 Ronnie Moran
- 1992-1994  Graeme Souness
- 1994-1997  Roy Evans
- 1997-1998  Roy Evans e  Gérard Houllier
- 1998-2004  Gérard Houllier
- 2001-2002  Phil Thompson
- 2004-2010  Rafael Benítez
- 2010-2011  Roy Hodgson
- 2011-2012  Kenny Dalglish
- 2012-2015  Brendan Rodgers
- 2015-2024  Jürgen Klopp
- 2024-  Arne Slot

## Statistiche
Aggiornato al 1 luglio 2024.
| Nome                                | Nazionalità         | Dal              | Al               | G   | V   | N   | P   | % V   | Note   |
| ----------------------------------- | ------------------- | ---------------- | ---------------- | --- | --- | --- | --- | ----- | ------ |
| William Edward Barclay John McKenna | Irlanda             | 15 febbraio 1892 | 16 agosto 1896   | 127 | 77  | 20  | 30  | 60,63 | [ 38 ] |
| Tom Watson                          | Inghilterra         | 17 agosto 1896   | 6 maggio 1915    | 742 | 329 | 141 | 272 | 44,34 | [ 39 ] |
| David Ashworth                      | Inghilterra         | 18 dicembre 1919 | 12 febbraio 1923 | 139 | 70  | 40  | 29  | 50,36 | [ 40 ] |
| Matt McQueen                        | Scozia              | 13 febbraio 1923 | 15 febbraio 1928 | 229 | 93  | 60  | 76  | 40,61 | [ 41 ] |
| George Patterson                    | Inghilterra         | 7 marzo 1928     | 6 agosto 1936    | 366 | 137 | 85  | 144 | 37,43 | [ 42 ] |
| George Kay                          | Inghilterra         | 6 agosto 1936    | Gennaio 1951     | 357 | 142 | 93  | 122 | 39,78 | [ 43 ] |
| Don Welsh                           | Inghilterra         | 23 marzo 1951    | 4 maggio 1956    | 232 | 81  | 58  | 93  | 34,91 | [ 44 ] |
| Phil Taylor                         | Inghilterra         | Maggio 1956      | 17 novembre 1959 | 150 | 76  | 32  | 42  | 50,67 | [ 45 ] |
| Bill Shankly                        | Scozia              | 1 dicembre 1959  | 12 luglio 1974   | 783 | 407 | 198 | 178 | 51,98 | [ 46 ] |
| Bob Paisley                         | Inghilterra         | 26 agosto 1974   | 1 luglio 1983    | 535 | 308 | 131 | 96  | 57,57 | [ 47 ] |
| Joe Fagan                           | Inghilterra         | 2 luglio 1983    | 29 maggio 1985   | 131 | 71  | 36  | 24  | 54,20 | [ 48 ] |
| Kenny Dalglish                      | Scozia              | 30 maggio 1985   | 21 febbraio 1991 | 307 | 187 | 78  | 42  | 60,91 | [ 49 ] |
| Ronnie Moran*                       | Inghilterra         | 22 febbraio 1991 | 15 aprile 1991   | 10  | 4   | 1   | 5   | 40,00 | [ 50 ] |
| Graeme Souness                      | Scozia              | 16 aprile 1991   | 28 gennaio 1994  | 157 | 66  | 45  | 46  | 42,04 | [ 51 ] |
| Roy Evans                           | Inghilterra         | 31 gennaio 1994  | 12 novembre 1998 | 226 | 117 | 56  | 53  | 51,77 | [ 52 ] |
| Roy Evans Gérard Houllier           | Inghilterra Francia | 16 luglio 1998   | 12 novembre 1998 | 18  | 7   | 6   | 5   | 38,89 | [ 53 ] |
| Gérard Houllier                     | Francia             | 16 luglio 1998   | 24 maggio 2004   | 307 | 160 | 73  | 74  | 52,12 | [ 54 ] |
| Rafael Benítez                      | Spagna              | 16 giugno 2004   | 3 giugno 2010    | 350 | 194 | 77  | 79  | 55,43 | [ 55 ] |
| Roy Hodgson                         | Inghilterra         | 1 luglio 2010    | 8 gennaio 2011   | 31  | 13  | 9   | 9   | 41,94 | [ 56 ] |
| Kenny Dalglish                      | Scozia              | 8 gennaio 2011   | 16 maggio 2012   | 74  | 35  | 17  | 22  | 47,30 | [ 57 ] |
| Brendan Rodgers                     | Irlanda del Nord    | 1 giugno 2012    | 4 ottobre 2015   | 166 | 83  | 41  | 42  | 50,00 | [ 58 ] |
| Jürgen Klopp                        | Germania            | 8 ottobre 2015   | 31 maggio 2024   | 491 | 299 | 109 | 83  | 60,90 | [ 59 ] |
| Arne Slot                           | Paesi Bassi         | 1 giugno 2024    | presente         | 0   | 0   | 0   | 0   | —     | [ 60 ] |

## Titoli vinti
Di seguito l'elenco degli allenatori e direttori tecnici che hanno vinto trofei ufficiali alla guida del Liverpool.
| Nome                                | L1 | L2 | FA | LC | CS | UCL | CU | SE | CI | Totale |
| ----------------------------------- | -- | -- | -- | -- | -- | --- | -- | -- | -- | ------ |
| William Edward Barclay John McKenna | 0  | 2  | 0  | 0  | 0  | 0   | 0  | 0  | 0  | 2      |
| Tom Watson                          | 2  | 1  | 0  | 0  | 0  | 0   | 0  | 0  | 0  | 3      |
| David Ashworth                      | 1  | 0  | 0  | 0  | 0  | 0   | 0  | 0  | 0  | 1      |
| Matt McQueen                        | 1  | 0  | 0  | 0  | 0  | 0   | 0  | 0  | 0  | 1      |
| George Kay                          | 1  | 0  | 0  | 0  | 0  | 0   | 0  | 0  | 0  | 1      |
| Bill Shankly                        | 3  | 1  | 2  | 0  | 3  | 0   | 1  | 0  | 0  | 10     |
| Bob Paisley                         | 6  | 0  | 0  | 3  | 6  | 3   | 1  | 1  | 0  | 20     |
| Joe Fagan                           | 1  | 0  | 0  | 1  | 0  | 1   | 0  | 0  | 0  | 3      |
| Kenny Dalglish                      | 3  | 0  | 2  | 0  | 4  | 0   | 0  | 0  | 0  | 9      |
| Graeme Souness                      | 0  | 0  | 1  | 0  | 0  | 0   | 0  | 0  | 0  | 1      |
| Roy Evans                           | 0  | 0  | 0  | 1  | 0  | 0   | 0  | 0  | 0  | 1      |
| Gérard Houllier                     | 0  | 0  | 1  | 2  | 1  | 0   | 1  | 1  | 0  | 6      |
| Rafael Benítez                      | 0  | 0  | 1  | 0  | 1  | 1   | 0  | 1  | 0  | 4      |
| Kenny Dalglish                      | 0  | 0  | 0  | 1  | 0  | 0   | 0  | 0  | 0  | 1      |
| Jürgen Klopp                        | 1  | 0  | 1  | 2  | 1  | 1   | 0  | 1  | 1  | 8      |